# Piotr Borissov
Pour les articles homonymes, voir Borissov.
Piotr Ivanovitch Borissov, né en 1800 à Malaya Razvodnaya (gouvernement d'Irkoutsk) où il est mort le 30 septembre 1854, est un officier, naturaliste et peintre russe, un des décembristes.

## Biographie
Né dans une famille noble, son père Ivan Andreevich Borissov est un major à la retraite de la flotte de la mer Noire et sa mère est Praskovya Emelyanovna Dmitrieva. Son frère cadet est Andreï Ivanovitch Borissov.
Il fait ses études à la maison sous la direction de son père et apprend l'histoire, la géographie, la philosophie, les sciences naturelles. Il étudie les mathématiques et l'artillerie avec Aleksandre Berstel.
Avec son frère, il entre au service comme cadet dans la 26e brigade d'artillerie le 10 juin 1816. Nommé enseigne le 18 juin 1820, le 6 juillet 1820 il est transféré à la 8e brigade d'artillerie. Il est promu sous-lieutenant le 10 juin 1825.
Avec son frère et Ioulian Lioublinski, il fonde la Société des Slaves unis (Общество соединённых славян (ru)). Lorsque la Société fusionne avec la Société du Sud, il se prononce contre un coup d'État militaire.
Arrêté par ordre du 9 janvier 1826, il est envoyé, le 21 janvier 1826, de Jytomyr à Saint-Pétersbourg au poste de garde principal. Le même jour, il est transféré à la forteresse Pierre-et-Paul. Enchaîné à la main le 15 février 1826, il est déchaîné le 30 avril 1826.
Condamné de 1re catégorie le 10 juillet 1826 et condamné aux travaux forcés à vie le 23 juillet, avec son frère, il est envoyé enchaîné en Sibérie. Le 22 août 1826, la durée des travaux forcés est réduite à 20 ans.
Les deux frères arrivèrent à Irkoutsk le 29 août 1826. De là ils sont envoyés à la distillerie Alexander. Le 6 octobre il revient à Irkoutsk et, le 8 octobre, les frères sont expédiés à la mine Blagodatsky, d'où ils sont transférés à la prison de Tchita où ils arrivent le 29 septembre 1827. En 1828, il collabore aux recherches de Nikolaï Tourtchaninov, avec les autres décembristes Sergueï Volkonski, Fiodor Petrovitch Chakhovskoï, Iosif Podgio et son frère Andreï, mais Tourtchaninov ne pourra évidemment jamais les nommer dans ses écrits. En septembre 1830, ils sont transférés à Petrovsk-Zabaïkalski où ils font des observations météorologiques régulières, ce qui a ensuite permis de déterminer les températures mensuelles moyennes de la Sibérie.
Le 8 novembre 1832, la durée des travaux forcés est réduite à 15 ans et le 14 décembre 1835 à 13 ans.
À la fin de leur peine de travaux forcés, par décret du 10 juillet 1839, les frères sont déportés dans le village de Podlopatki (district de Verkhneudinsky) (aujourd'hui district de Mukhorshibirsky),.
Par décret du 21 mars 1841, ils sont transférés au village de Malaya Razvodnaya en province d'Irkoutsk.
En exil, Piotr Borissov, à la tête d'un cercle démocrate, s'oppose à la « congrégation » religieuse des frères Bobrischev-Pouchkine. Il est engagé dans les sciences sociales et la reliure et donne des cours.
Il meurt subitement dans le village de Malaya Razvodnaya. Il est enterré dans le village de Bolshaya Razvodnaya mais sa tombe n'a pas été conservée.

## Naturaliste
Piotr Borissov est l'auteur d'une Faune ornithologique de la Sibérie orientale et de plusieurs ouvrages sur la floristique tels Bouquet de la Sibérie orientale ou Essais sur la flore gracieuse du territoire transbaïkal.
Il collectionnait les plantes et les insectes. Il a développé une nouvelle classification des insectes, qui a ensuite été adoptée par l'Académie des sciences de Paris. Il établit des contacts avec le Jardin botanique de Saint-Pétersbourg et avec la Société des naturalistes de Moscou, où il envoie ses herbiers et ses collections d'insectes.

## Peinture
Aquarelliste, il laisse environ 600 dessins de la flore et de la faune de la Sibérie orientale et de la Transbaïkalie. Il a illustré ses travaux scientifiques avec des aquarelles et illustré le livre de I. D. Bylychev Voyage à travers la Sibérie orientale.